# Marshall Jewell
Pour les articles homonymes, voir Jewell.
Marshall Jewell, né le 20 octobre 1825 à Winchester (New Hampshire) et mort le 10 février 1883 à New Haven (Connecticut), est un homme politique américain. Membre du Parti républicain, il est gouverneur du Connecticut entre 1869 et 1870 puis entre 1871 et 1873, ambassadeur des États-Unis en Russie entre 1873 et 1874 et Postmaster General des États-Unis entre 1874 et 1876 dans l'administration du président Ulysses S. Grant.

## Sources
- (en) Cet article est partiellement ou en totalité issu de l’article de Wikipédia en anglais intitulé « Marshall Jewell » (voir la liste des auteurs).